# Ле-Шатле-сюр-Сормон
Ле-Шатле́-сюр-Сормо́н (фр. Le Châtelet-sur-Sormonne) — коммуна во Франции, находится в регионе Шампань — Арденны. Департамент — Арденны. Входит в состав кантона Рокруа. Округ коммуны — Шарлевиль-Мезьер.
Код INSEE коммуны — 08110.
Коммуна расположена приблизительно в 195 км к северо-востоку от Парижа, в 100 км севернее Шалон-ан-Шампани, в 16 км к северо-западу от Шарлевиль-Мезьера.

## Население
Население коммуны на 2008 год составляло 166 человек.
| 1962 | 1968 | 1975 | 1982 | 1990 | 1999 | 2008 |
| ---- | ---- | ---- | ---- | ---- | ---- | ---- |
| 177  | 187  | 148  | 163  | 200  | 195  | 166  |

## Администрация
| Период | Период | Фамилия              | Партия | Должность |
| ------ | ------ | -------------------- | ------ | --------- |
| 2001   | 2008   | Ролан Дюнам          |        |           |
| 2008   |        | Мари-Кристин Тессари |        |           |

## Экономика
В 2007 году среди 113 человек в трудоспособном возрасте (15—64 лет) 86 были экономически активными, 27 — неактивными (показатель активности — 76,1 %, в 1999 году было 66,7 %). Из 86 активных работали 75 человек (42 мужчины и 33 женщины), безработных было 11 (4 мужчины и 7 женщин). Среди 27 неактивных 7 человек были учениками или студентами, 9 — пенсионерами, 11 были неактивными по другим причинам.

## Достопримечательности
- Башня Додес
- Замок Верхнее Шатле
- Церковь Шатле

## Фотогалерея

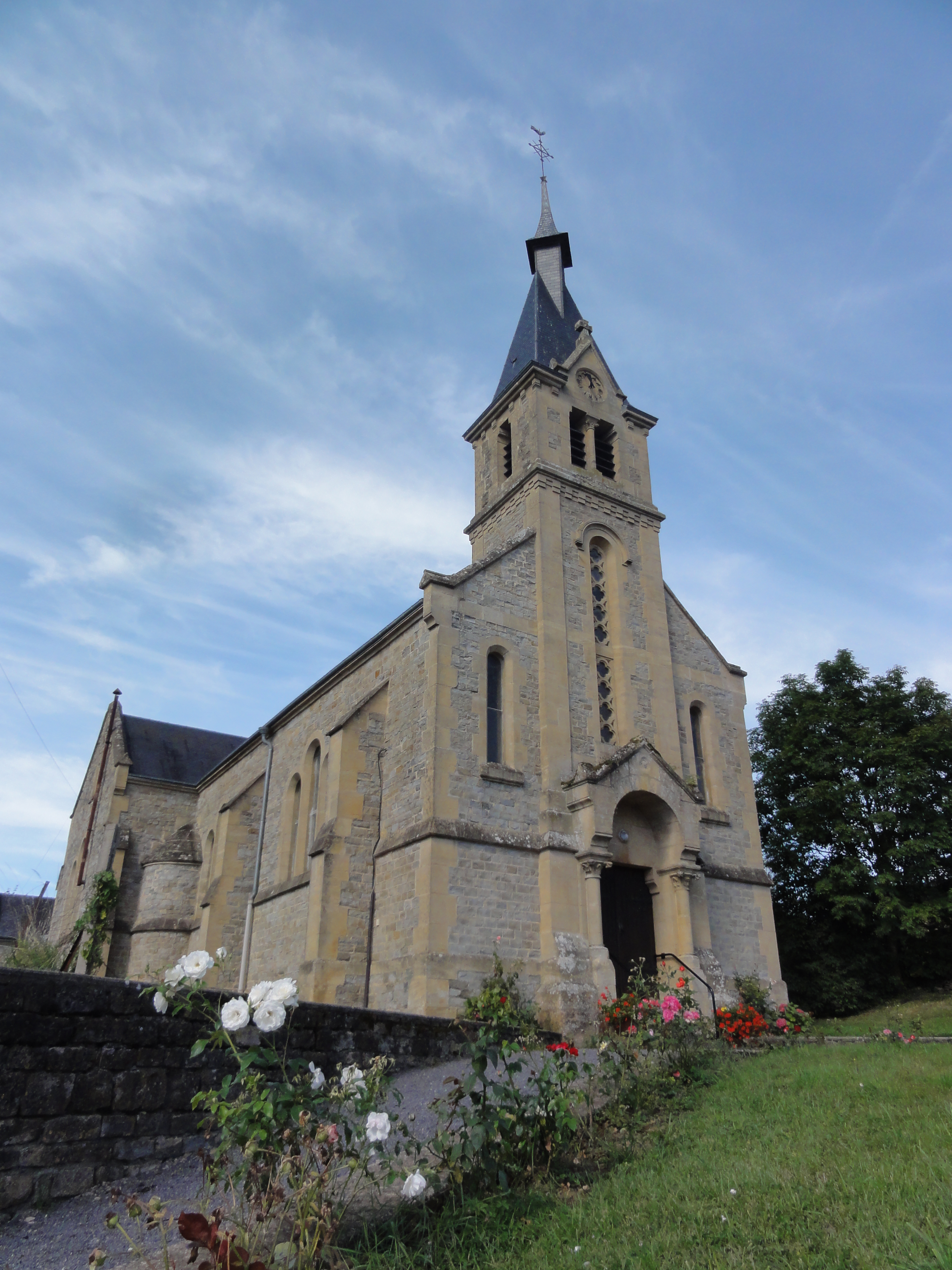
Церковь
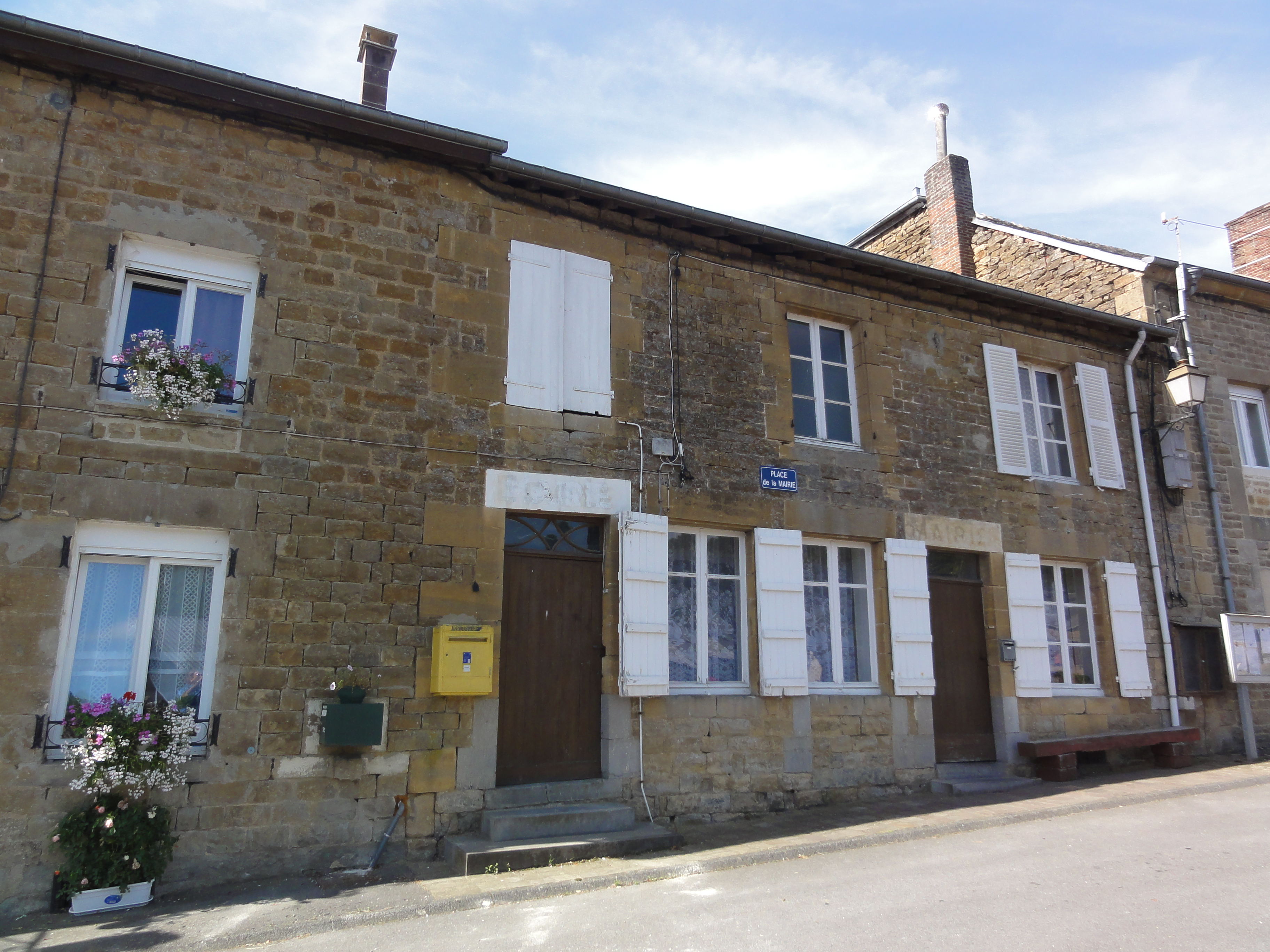
Школа и мэрия
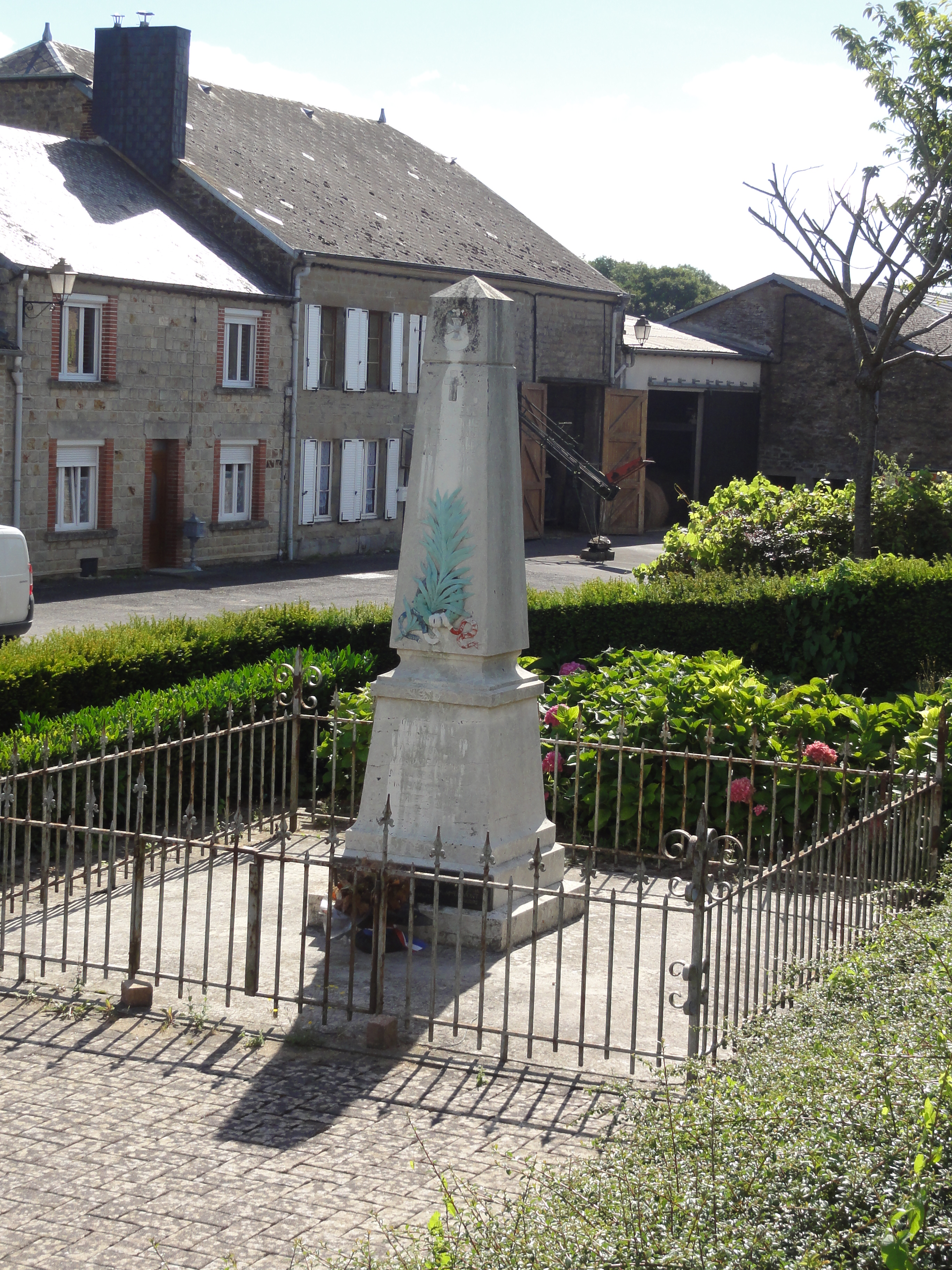
Памятник погибшим в Первой мировой войне
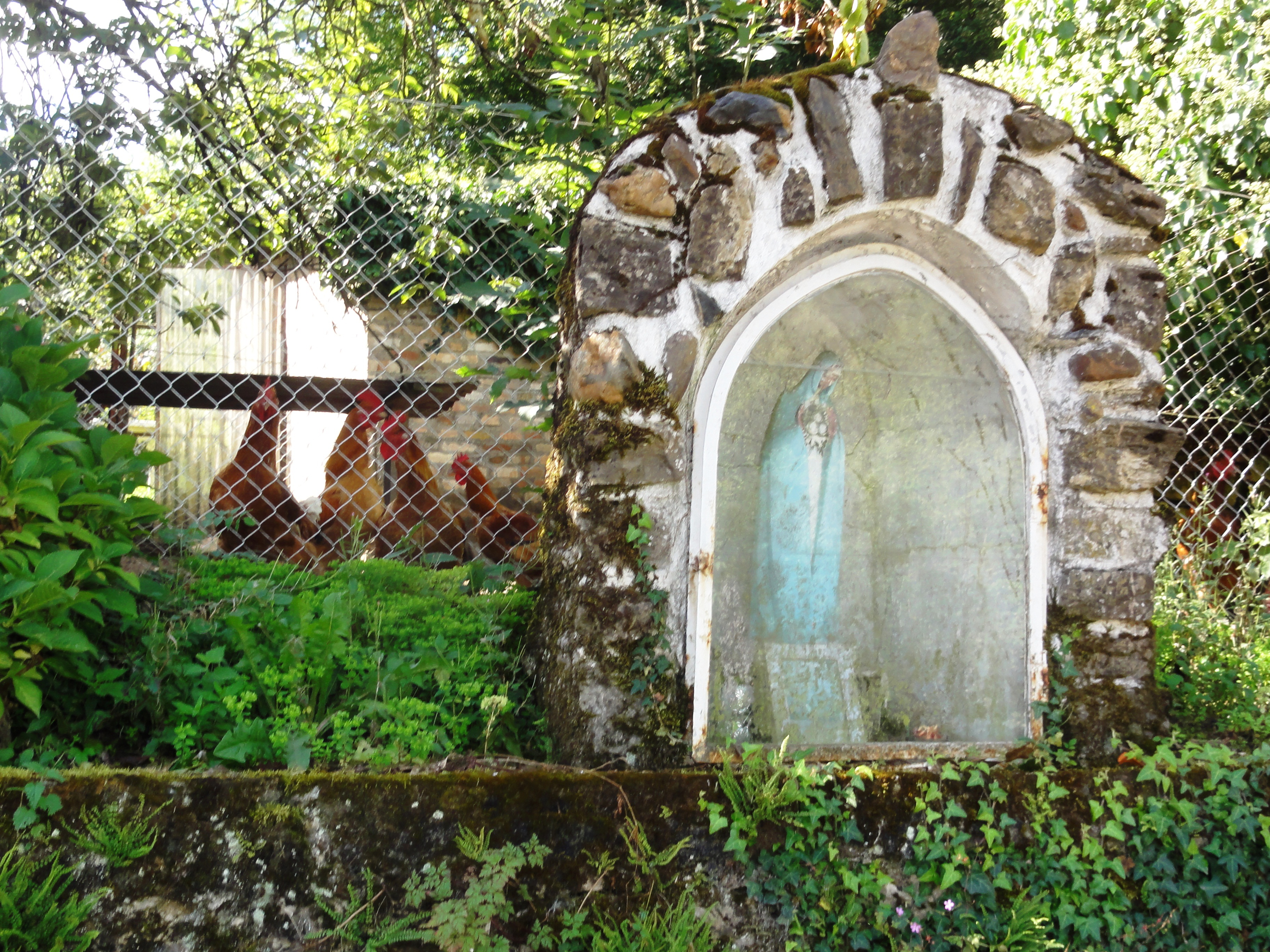
Часовня-ораторий